# Jan Rezek
Jan Rezek (ur. 5 maja 1982 w Cieplicach) – czeski piłkarz grający na pozycji napastnika. W 2015 roku został zawodnikiem klubu 1. FK Příbram.

## Kariera klubowa
Karierę piłkarską Rezek rozpoczynał w klubach takich jak: TJ Sokol Březno, Dioss Chomutov i FK Teplice. W 2001 roku awansował do dorosłej kadry tego ostatniego zespołu. Został jednak najpierw wypożyczony do trzecioligowego FK Chomutov. Latem 2002 wrócił do FK Teplice. 11 sierpnia 2002 zadebiutował w pierwszej lidze czeskiej w wygranym 2:1 domowym meczu z Dynamem Czeskie Budziejowice. W 2003 roku zdobył z Teplicami Puchar Czech.
Na początku 2004 roku Rezek odszedł z Teplic do Sparty Praga, w której swój debiut zanotował 14 lutego 2004 w wygranym 4:3 wyjazdowym meczu z SFC Opawa i w debiucie zdobył gola. W 2005 roku wywalczył ze Spartą mistrzostwo Czech, a w połowie roku odszedł do Kubania Krasnodar, grającego w rosyjskiej Pierwszej Dywizji.
W 2006 roku Rezek wrócił do Czech i został zawodnikiem Viktorii Pilzno. Zadebiutował w Viktorii 30 lipca 2006 w meczu z Marilą Příbram. Jeszcze w tym samym roku został ponownie zawodnikiem Sparty Praga, z którą w 2007 roku został mistrzem kraju, a w 2008 – zdobył Puchar Czech. W 2008 roku był wypożyczony do Bohemians 1905 (debiut: 16 lutego 2008 w zremisowanym 1:1 meczu z Sigmą Ołomuniec.
W 2008 roku Rezek ponownie podpisał kontrakt z Viktorią Pilzno. W 2010 roku zdobył z nią Puchar Czech, a w 2011 roku wywalczył mistrzostwo kraju.
Latem 2011 Rezek przeszedł do Anorthosisu Famagusta. Z kolei w 2013 roku został piłkarzem Changchun Yatai. W 2014 najpierw wrócił do Viktorii Pilzno, a następnie przeszedł do Apollonu Limassol. W 2015 roku grał w klubie Ermis Aradipu. Latem 2015 trafił do 1. FK Příbram, a w 2017 do FK Teplice.
| Sezon   | Klub                 | Kraj   | Rozgrywki                 | Mecze | Bramki |
| ------- | -------------------- | ------ | ------------------------- | ----- | ------ |
| 2001/02 | FK Teplice           | Czechy | Gambrinus Liga            | 0     | 0      |
| 2001/02 | FK Chomutov          | Czechy | III liga                  | 13    | 4      |
| 2002/03 | FK Teplice           | Czechy | Gambrinus Liga            | 23    | 2      |
| 2003/04 | FK Teplice           | Czechy | Gambrinus Liga            | 13    | 1      |
| 2003/04 | Sparta Praga         | Czechy | Gambrinus Liga            | 10    | 1      |
| 2004/05 | Sparta Praga         | Czechy | Gambrinus Liga            | 7     | 0      |
| 2005    | Kubań Krasnodar      | Rosja  | Pierwyj Diwizion          | 12    | 0      |
| 2005/06 | Viktoria Pilzno      | Czechy | Gambrinus Liga            | 0     | 0      |
| 2006/07 | Viktoria Pilzno      | Czechy | Gambrinus Liga            | 6     | 2      |
| 2006/07 | Sparta Praga         | Czechy | Gambrinus Liga            | 19    | 2      |
| 2007/08 | Sparta Praga         | Czechy | Gambrinus Liga            | 11    | 1      |
| 2007/08 | Bohemians 1905       | Czechy | Gambrinus Liga            | 10    | 2      |
| 2008/09 | Viktoria Pilzno      | Czechy | Gambrinus Liga            | 20    | 3      |
| 2009/10 | Viktoria Pilzno      | Czechy | Gambrinus Liga            | 22    | 3      |
| 2010/11 | Viktoria Pilzno      | Czechy | Gambrinus Liga            | 30    | 11     |
| 2011/12 | Anorthosis Famagusta | Cypr   | Protathlima A’ Kategorias | 26    | 7      |
| 2012/13 | Anorthosis Famagusta | Cypr   | Protathlima A’ Kategorias | 27    | 12     |
| 2013    | Changchun Yatai      | Chiny  | Super League              | 14    | 3      |
| 2013/14 | Viktoria Pilzno      | Czechy | Gambrinus Liga            | 4     | 0      |
| 2014/15 | Apollon Limassol     | Cypr   | Protathlima A’ Kategorias | 13    | 1      |
| 2014/15 | Ermis Aradipu        | Cypr   | Protathlima A’ Kategorias | 9     | 0      |
| 2015/16 | 1. FK Příbram        | Czechy | Gambrinus Liga            | 26    | 4      |
| 2016/17 | 1. FK Příbram        | Czechy | Gambrinus Liga            | 29    | 5      |
| 2017/18 | FK Teplice           | Czechy | Gambrinus Liga            |       |        |

## Kariera reprezentacyjna
W swojej karierze Rezek grał w reprezentacji Czech U-21. W dorosłej reprezentacji Czech zadebiutował 17 listopada 2010 w zremisowanym 0:0 towarzyskim meczu z Danią.